# Eustace Francis Tickell
Sir Eustace Francis Tickell, britanski general, * 1898, † 1972.